# 麻雀格鬥俱樂部
麻雀格鬥俱樂部（日语：麻雀格闘倶楽部， マージャンファイトクラブ、英語：、簡稱MFC，麻格）是科樂美發售的一款街機麻將遊戲。規則以日本麻雀規則為基礎，有網絡連線功能可與全日本的玩家進行對戰。
又在2004年12月12日發售同名的PlayStation Portable遊戲，2006年11月11日發售PlayStation 3遊戲、2006年12月7日發售任天堂DS遊戲之外，於手提電話網頁中亦收費發佈部份機種的手提電話遊戲服務。

## 街機版的遊戲模式
以下是關於整個系列遊戲中曾出現過的模式的說明。

### 離線
這個模式與在線模式一樣，會因應對戰結果而移動寶珠。但是為了避免玩家的不正當行為，一切戰績都不納入在各種全國排名、俱樂部分數等之中（雖然只玩離線模式時，今日店內的整天俱樂部分數排名中會有排名，但只要是沒曾玩過在線模式的話一律作0CS計算）。除此之外，雖說遊戲模式以「離線」命名，但與實際上的網絡離線狀態下遊玩時有所不同的。
一人麻雀（1～3）
單獨與三位中央處理器進行東風戰。直至MFC3為止都有一人麻雀與店內對戰兩個模式，但由於在沒有機台連線的狀態之下無論選擇哪一種模式遊玩都是與中央處理器對戰，所以從MFC4開始就廢除這個模式。
專業CPU對戰（4～）
雖然與一人麻雀遊戲規則一樣，但對戰對手全部變為專業CPU的模式。與下述的店內對戰不同不受任何店內連線影響可一直對局到最後。對戰時自己得到第1位，專業CPU是第4位時，那位第4位專業雀士曾敗陣的戰績可以在遊戲完後的成績閱覽畫面中看到相應的紀錄。（與在線模式中的專業CPU敗陣時不同，不會得到勝星。又並非是擊敗專業雀士本人的意思。專業雀士本人敗陣時會有不同的顯示方式。）
店內對戰（1～）
與同一遊戲店舖內的玩家進行東風戰。為防止玩家的不正當行為而不可以四人對戰，必須最少加入一位CPU對戰。在兩人以上參加時由於需要等待參加時間過去才可開始對局，因此通常都是事先約定對局的2～3人在參加時間中各自加入。雖會因應對戰結果而移動格鬥珠（不會移動黃龍珠），但基本規則與一人麻雀模式相同。雖然一人遊玩時也可以選擇，但由於這個時候會一邊等候同一店內的其他對戰者，一邊與中央處理器進行對戰，無論途中的戰績有多好，只要店內的人一旦選擇這個模式時便會取消所有戰績進行連線對戰。但只有對局在進入終局（東四局）時不會成為連線對象而繼續進行直至分出勝負，下一戰開始時起才會再成為連線對象。另外，MFC1～2的舊機體版是不可以進行店內對戰的型號。
實際上網絡離線狀態下的情況
以下情況是指在物理上的沒連線狀態、中央屏幕設定為離線狀態、伺服器服務維護中或連線服務終止後的狀態。
- 不能使用e-AMUSEMENT PASS（MFC4之前是插卡。以下同）。只能使用訪客身份遊玩。
- 在示範畫面和中央屏幕中會顯示「現在不可在線對戰」。在遊戲進行中的時候則會在畫面的左上方顯示。
- 只可選擇一人麻雀（專業CPU對戰）和店內對戰模式。
- 戰績不會被保存。即使是獲得了經驗值或段位等，在遊戲完後也會被刪除。

遊玩途中連線被切斷的時候
- 那一局的對戰對手全部變為強制模打（對於對戰對手來說，只有連線中斷的玩家變為強制摸打）。
- 從下一局起，對戰對手變為（中央處理器）的狀態繼續進行遊戲。（MFC4以後，維持玩家名稱等資料的表示狀態下由中央處理器代打。但是，連線店舖名和所屬地域會表示為CPU。）
- 連線只要斷過一次，直到對局完結之前都不會嘗試再重連線上對戰（遊戲從伺服器中被斷開）。
- 直到對局完結為止連線仍未回復的時候接關的話，會一邊等候連線回復一邊與CPU進行對局（在半莊模式中，進入南圈之後便不會再嘗試重連到連上遊玩）。
- 在連線沒有回復的狀態下不接關而結束遊戲的時候，咭會有一段時間不能彈出來（由於連線暫時性中斷的情況是絕對地多，因此會稍等一下連線回復讓資料在伺服器上更新後才彈出咭）。
- 經過一定時間後連線仍未能回復的時候，會彈出咭並顯示「會有記錄不被保存的情況」。

### 在線
透過e-AMUSEMENT的網絡募集全日本的對戰局進行對局。在指定時間內玩家人數仍然不足的時候，則由中央處理器代打。這種情況下，有時會有專業CPU加入。又若玩家只有一人的時候，會繼續等候連線對局，在此期間會跟中央處理器進行對局（在公測中或伺服器維護完結之後常發生。半莊戰的話，進入南圈後便不再等候對局連線）。
全國對戰（東風 1～3）、全國段位別戰（東風 4～、半莊 4～）
透過網絡來進行4人的東風戰以及半莊戰。對戰對手會在「10級到1級」、「初段到三段」、「四段到六段」、「七段以上（包括四神大師、黃龍）」之間進行對戰。以前的段位分組跟現在的不同，「初段到二段」、「三段到五段」、「六段到黃龍」的分法由於在位數極少的組在一起常變為與CPU對戰，所以改為現在的分法。
全國東風聯賽（2～）、全國半莊聯賽（2～）
遊戲內的有段者可以參加的模式，由四人進行東風戰或半莊戰。對戰對手的組合與上述的全國對戰時不同，不採用段位或黃龍等等級的分組方法，而是採用CⅢ～AⅠ（SA）的組別來分組，常會出現黃龍與段位混同對賽。每逢星期一只計算已達到指定的規定對局數的玩家成績，根據計算結果而決定聯賽組別的升降（由於未達規定數的時候會保留戰績到下週，有時看起來會降格的時候相對於勉強完成規定對局數而言，倒不如故意不達規定對局數地等下星期再努力更好）。
MFC6為止都劃分為ACB聯賽組別等以及新設SA組（MFC3以後。從AⅠ聯賽的玩家中選出以1個月為單位中成績最好的300名）等，有時會改變一些規則，使連線對戰得到改善而中央處理器幾乎不用介入代打。
全國線上淘汰賽（只有3）
全國淘汰聯賽（4～6）
麻雀初學者專用卓（4～）
全國三人麻雀（5～6）
日本專業麻雀聯盟公認「競技模式卓」（6～）
MFC6追加的新模式。半莊戰、30000點起局、無一發、無寶牌（包括赤寶牌、裏寶牌、槓寶牌、槓裏寶牌）、重視麻將實力的模式。
日本專業麻雀聯盟公認 段位認可（2～）

### 遊戲流程
1. 先投幣，然後插入e-AMUSEMENT PASS（先插咭再投幣亦可，新開咭需登錄名字和密碼時可不用投幣，只要是在入咭狀態下即可登錄。由於連線失敗時會即時彈出咭，因此大多數遊戲店均建議先入咭後投幣）。
插入e-AMUSEMENT PASS後，需輸入密碼進行確認（MFC4之前還需要認證指紋但5代廢除了）。
插入新咭的時候需設定咭的密碼、玩家名稱及登錄所屬地區（只除日本地區之機台，海外地區則不能選擇其他所屬地區）。
2. 選擇遊戲模式。
選擇上述遊戲模式中你想玩的模式，然後選擇減分制或買取制。
若選擇減分制，則除點棒外還另設有一個生命值，這個生命值會根據出沖及自摸損失的點數而扣減相同點數的生命值（但糊牌也不會增加生命值）。生命值為0或負數時若仍未完局，則必須要接關才能繼續遊戲。若不接關的話，那位玩家則當作0點及排名最後處理（現在的設定為黃龍珠爭奪戰時，即使誰是第1位亦會失去黃龍珠。其他玩家的畫面上會看到那位玩家變為CPU，情況與對局中途完結離場的情況一樣），成績會表示為「棄權」。有時也會發生想接關但中途缺錢、硬幣堵塞等情況而被逼中途完局的情況，因此亦有人為了避免出現這種情況而事前大量投幣，或者乾脆選擇買取制。
選擇買取制的話則需因應模式而必須再投幣（因應店舖的設定而有所不同）。
3. 對局
按畫面上的牌2次便可以出牌。另外，可以碰、吃、槓、立直、糊牌的時候相應的按鈕會閃爍，按下即會執行相應動作。又若果按下「鳴無」的按鈕後即使可以喊牌也會被自動取消（再按「鳴無」按鈕時被會解除狀態）。槓和糊牌按鈕長按可以鎖定，鎖定狀況下會自動執行相應的動作。但是在沒立直而且非「鳴無」情況下鎖定「槓」按鈕的話會不巧地隨便執行「大明槓」。
以下是遊戲中使用的地方規則。
  - 有有制（有後付（後補翻）和有喰斷（非門清斷么九））。
  - 雖然直至MFC3為止在聯賽戰、在線淘汰以外的模式中可以吃換牌，但在MFC4以後改為任何模式一律不得吃換牌。
  - 沒有兩番起糊，有八連莊。
  - 寶牌有普遍的4種（寶牌、裏寶牌、槓寶牌、槓裏寶牌）與赤牌（五筒2隻、五萬與五索各1隻。三人麻雀中五筒和五索各2隻）。沒有花牌。競技模式卓中沒寶牌、裏寶牌、槓裏寶牌和赤牌。
  - 沒有切上滿貫（部份規例會把接近滿貫的3翻60符和4翻30符當作滿貫，稱之）。
  - 不足1,000點時不可立直。
  - 流局時莊家不論聽或不聽均需過莊，四家立直不流局（雖然競技模式卓是流局但莊家連莊）。有流局滿貫時作流局處理（競技模式卓則不設流局滿貫）。
  - 四風子連打、四開槓、九種九牌成立時中途流局並過莊（MFC4以後只有九種九牌是連莊、三人麻雀中沒四風子連打）。競技模式卓中以上全屬莊家連莊。
  - 包牌制適用於大四喜・大三元・四槓子（四槓子への適用はMFC5から）。
  - 大車輪只限「純正大車輪」，即筒子限定（由2～8筒的對子組成）。
  - 国士无双容許振聽自摸
  - 国士无双容許搶暗槓
  - 九連寶燈在MFC4及之前只限萬子、MFC5開始三種牌皆可。
  - 人糊作役滿。
  - 有兩家糊和三家糊，這種情況下，所有立直棒（供托）給胡牌者中最接近放銃者上家之一方。
  - 三人麻採用折半法，不論親子，另外兩家各付一半點數。
4. 遊戲完結後
遊戲完結後，因應點棒多少而決定需要投幣多少繼續。又即使已達NEXTGAME（免費接關）的分數，若按下接關畫面右下角的「完結」按鈕的話可不需受罰而完結遊戲。

## 外部連結
- 麻雀格闘倶楽部 我龍転生
- 麻雀格鬥倶樂部7
- MAHJONG FIGHT CLUB 6